# يوتم (الشحر)
'

تعديل مصدري - تعديل

يوتم هي إحدى قرى عزلة الشحر بمديرية الشحر التابعة لمحافظة حضرموت، بلغ تعداد سكانها 122 نسمة حسب تعداد اليمن لعام 2004.